# Александер ван Милинген
Александер ван Милинген (енгл. Alexander van Millingen, 1840—15. септембар 1915) је био еминентни шкотски научник, историчар, археолог, професор и свештеник који је стварао у другој половини XIX и почетком 20. века. Његов највећи допринос лежи у радовима везаним византијски Цариград и његове грађевине (претежно цркве), а његов рад о Цариградским бедемима се и дан данас сматра најбољим и најпотпунијим. Поред тога објавио је низ радова из области библијске, грчке и римске историје, затим из историје религије и филозофије, као и многих других области.
Рођен је 1840. године у Цариграду као трећи син Шкота холандских корена Џулијуса Мајкла Милингена (енгл. Julius Michael Millingen, 1800 — 1870) који је радио као лекар на султановом двору, а у младости је сарађивао са лордом Бајроном током грчког рата за независност 1823 — 1824. Сам Александер се школовао широм света од Малте, преко САД и Канаде, а већи део живота је провео као професор историје на Роберт колеџу у Цариграду. Оженио се Кором Велч, кћерком богатог банкара из Њу Хејвена, а њихова два сина су били једни од првих студената на Роберт колеџу. Умро је 15.09. 1915, а већи део књига које је поседовао је завештао Роберт колеџу и оне су послужиле као основа за стварање библиотеке која данас носи његово име.

## Дела
Његова најбитнија дела су:
- „Византијски Цариград: бедеми града и околни локалитети“ (енгл. Byzantine Constantinople: the walls of the city and adjoining historical sites, 1899, опис књиге на сајту Гугл букс)
- „Византијске цркве у Цариграду: њихова историја и архитектура“ (енгл. Byzantine Churches in Constantinople: their history and architecture, 1912, опис књиге на сајту Гугл букс)

уз које треба поменути и:
- „Цариград“ (енгл. Constantinople, 1906, опис књиге на сајту Гугл букс)

Писао је и за Енциклопедију Британику, као и за Марејев „Приручник за Цариград“, док је за књигу Волтера Џорџа о цркви свете Ирине у Цариграду написао историјски део.